# Independence Park (Jamaica)
Het Independence Park is een multifunctioneel stadion in Kingston, Jamaica. Het stadion wordt gebruikt voor verschillende sporten. Dit stadion werd in 1962 gebouwd zodat hier de British Empire and Commonwealth Games 1966 gehouden kon worden. In het stadion is plaats voor 35.000 toeschouwers.

## Gold Cup
In 2019 werd dit stadion gebruikt voor 2 wedstrijden op de CONCACAF Gold Cup 2019. Dat toernooi werd grotendeels in de Verenigde Staten gespeeld.
| № | Datum        | Wedstrijd             | Uitslag | Gold Cup   | Toeschouwers |
| - | ------------ | --------------------- | ------- | ---------- | ------------ |
| 1 | 17 juni 2019 | Curaçao – El Salvador | 0 – 1   | Groepsfase | 17.874       |
| 2 | 17 juni 2019 | Jamaica – Honduras    | 3 – 2   | Groepsfase | 17.874       |